# Gyula Halasy
Gyula Halasy (Kisvárda, 19 luglio 1891 – Budapest, 20 dicembre 1970) è stato un tiratore a volo ungherese.

## Palmarès

### Olimpiadi
- 1 medaglia:
  - 1 oro (Parigi 1924 nel tiro a piattello individuale)